# 시우라촌
시우라촌(市浦村)은 아오모리현 기타쓰가루군에 있던 촌이며.  이와키강에 흘러들어오는 주산호에 접했다.

## 역사
- 1889년 4월 1일 - 정촌제 시행과 함께 주변 3촌이 합병해 시우라촌이 성립하였다.
- 1955년 3월 31일 - 아이우치촌, 와키모토촌, 주산촌과 분촌 합병해 시우라촌이 되어 소멸하였다.
- 2005년 3월 28일 - 구 고쇼가와라시, 기타쓰가루군 가나기정과 신설 합병해 새로운 고쇼가와라시가 형성되어 소멸하였다.

## 자매도시
- 홋카이도 가미노쿠니정 - 1988년 11월 6일

## 교통

### 도로
- 국도 339호선